# (411) Xanthe
(411) Xanthe ist ein Asteroid des äußeren Hauptgürtels, der am 7. Januar 1896 vom französischen Astronomen Auguste Charlois am Observatoire de Nice bei einer Helligkeit von 13,5 mag entdeckt wurde.
Der Asteroid ist benannt nach der Okeanide Xanthe, einer der über 40 Töchter von Okeanos und Tethys.

## Wissenschaftliche Auswertung
Aus Ergebnissen der IRAS Minor Planet Survey (IMPS) wurden 1992 Angaben zu Durchmesser und Albedo für zahlreiche Asteroiden abgeleitet, darunter auch (411) Xanthe, für die damals Werte von 76,5 km bzw. 0,08 erhalten wurden. Eine Auswertung von Beobachtungen durch das Projekt NEOWISE im nahen Infrarot führte 2012 zu vorläufigen Werten für den Durchmesser und die Albedo im sichtbaren Bereich von 76,3 km bzw. 0,06. Nach der Reaktivierung von NEOWISE im Jahr 2013 und Registrierung neuer Daten wurden die Werte 2015 zunächst mit 84,0 oder 88,4 km bzw. 0,04 oder 0,03 angegeben und dann 2016 korrigiert zu 80,1 km bzw. 0,04, diese Angaben beinhalten aber alle hohe Unsicherheiten.
Photometrische Messungen des Asteroiden fanden erstmals statt vom 18. bis 25. Mai 1993 am Osservatorio Astrofisico di Catania in Italien. Die während vier Nächten aufgezeichnete und sehr lückenhafte Lichtkurve wurde zu einer Rotationsperiode von 7,480 h ausgewertet. Weitere Beobachtungen erfolgten vom 24. April bis 2. Mai 2008 an der Goat Mountain Astronomical Research Station (GMARS) und am Santana Observatory in Kalifornien. Aus der während 5 Nächten aufgezeichneten Lichtkurve wurde nun allerdings eine deutlich längere Rotationsperiode von 11,344 h bestimmt. Dagegen führten Messungen vom 21. bis 23. Mai 2008 am Via Capote Observatory in Kalifornien in der Auswertung wieder zu einer kürzeren Periode von 7,56 h.
Bereits vom 21. Mai bis 6. Juni 2003 und am 4. Oktober 2005 hatte es auch an der Außenstelle Tschuhujiw des Charkiw-Observatoriums in der Ukraine und am Krim-Observatorium in Simejis photometrische Beobachtungen des Asteroiden gegeben. Die gemessenenen Lichtkurven bestätigten die längere Periode mit einem Wert von 11,408 h. In einer Untersuchung von 2009 wurden die Messwerte von 2003 und 2005 in Verbindung mit denen von den GMARS/Santana-Observatorien aus 2008 verwendet, um für ein dreiachsig-ellipsoidisches Modell des Asteroiden zwei alternative Lösungen für die Position der Rotationsachse (eine für prograde und eine für retrograde Rotation) sowie die Achsenverhältnisse zu bestimmen.
Aus archivierten Daten des Asteroid Terrestrial-impact Last Alert System (ATLAS) aus dem Zeitraum 2015 bis 2018 konnte in einer Untersuchung von 2022 mit der Methode der konvexen Inversion eine Rotationsperiode von 11,3509 h bestimmt werden.